# Teucholabis (Teucholabis) marticola
Teucholabis (Teucholabis) marticola is een tweevleugelige uit de familie steltmuggen (Limoniidae). De soort komt voor in het Neotropisch gebied.